# Juglon 3-monooksigenaza
Juglon 3-monooksigenaza (EC 1.14.99.27, juglonska hidroksilaza, naftohinonska hidroksilaza, naftohinon-hidroksilaza) je enzim sa sistematskim imenom 5-hidroksi-1,4-naftohinon,vodonik-donor:kiseonik oksidoreduktaza (3-hidroksilacija). Ovaj enzim katalizuje sledeću hemijsku reakciju:
5-hidroksi-1,4-naftohinon + 2 + O2 {\displaystyle \rightleftharpoons } 3,5-dihidroksi-1,4-naftohinon + A + H2O
Ovaj enyim takođe deluje na 1,4-naftohinon, naftazarin i 2-hloro-1,4-naftohinon.

## Literatura
- Nicholas C. Price; Lewis Stevens (1999). Fundamentals of Enzymology: The Cell and Molecular Biology of Catalytic Proteins (Third изд.). USA: Oxford University Press. ISBN 019850229X.
- Eric J. Toone (2006). Advances in Enzymology and Related Areas of Molecular Biology, Protein Evolution (Volume 75 изд.). Wiley-Interscience. ISBN 0471205036.
- Branden C; Tooze J. Introduction to Protein Structure. New York, NY: Garland Publishing. ISBN 0-8153-2305-0.
- Irwin H. Segel. Enzyme Kinetics: Behavior and Analysis of Rapid Equilibrium and Steady-State Enzyme Systems (Book 44 изд.). Wiley Classics Library. ISBN 0471303097.

## Spoljašnje veze
- Juglone+3-monooxygenase на 